# مسعوده وزکیتی
مسعوده الویزکیته یا لاله مسعوده (۱۵۹۱-۱۵۳۲میلادی)، شخصیت سیاسی مراکشی در قرن شانزدهم میلادی تحت سلسله سعدی بود. از او به خاطر فعالیت های بشردوستانه، خیریه، سیاسی و توسعه ای یاد می شود. او همسر سلطان محمد الشیخ سعدی و مادر  سلطان احمد المنصور بود.مسعوده دختر شاهزاده قصبه ورزازات، شیخ ابوالعباس احمد بن عبدالله ویزکیتی الورزازی بود که در ایجاد کنترل سعدیان بر منطقه سوس درعا نقش داشت.

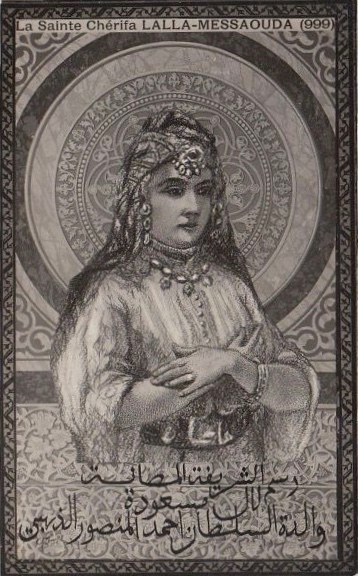
تصویری از مسعوده

## زندگینامه
او مساجد و مدارس قرآنی از جمله مسجد باب دوکلا را تأسیس کرد. مسجد لاله اودا در مکنس نیز نام او را دارد و همچنین میدان لاله اودا مجاور آن است.
او همچنینا جاده‌ها را بهبود بخشید، به‌ویژه در مناطق روستایی  آنها را با مراکز شهری متصل کرد تا به خدمات ضروری مانند مراقبت‌های بهداشتی و آموزش دسترسی داشته باشند. ساختن پل بر روی رودخانه ام الربیعه به او نسبت داده شده است. او همچنین به پسرش احمد المنصور مشاوره اداری میداد. او به عنوان مثال توصیه کرد که از سلطان عثمانی، سلیم اول، کمک بگیرد.
او از جوامع فقیر در مناطق روستایی از طریق کمک های اقتصادی و حمایت از مشاغل کوچک حمایت میکرد. ازدواج جوانان را برای تقویت جوامع تسهیل میکرد. او با کمک به آنها در تأمین جهیزیه، هزینه های ازدواج و سایر بارهای مالی که مانع از ازدواج آنها می شد، به این جوانان کمک کرد تا از حق ازدواج و زندگی خانوادگی استفاده کنند.
تمایل زیادی به مستندسازی داشت و فعالیت‌هایش و کمک‌های خیریه‌اش را با دقت مستند می‌کرد.

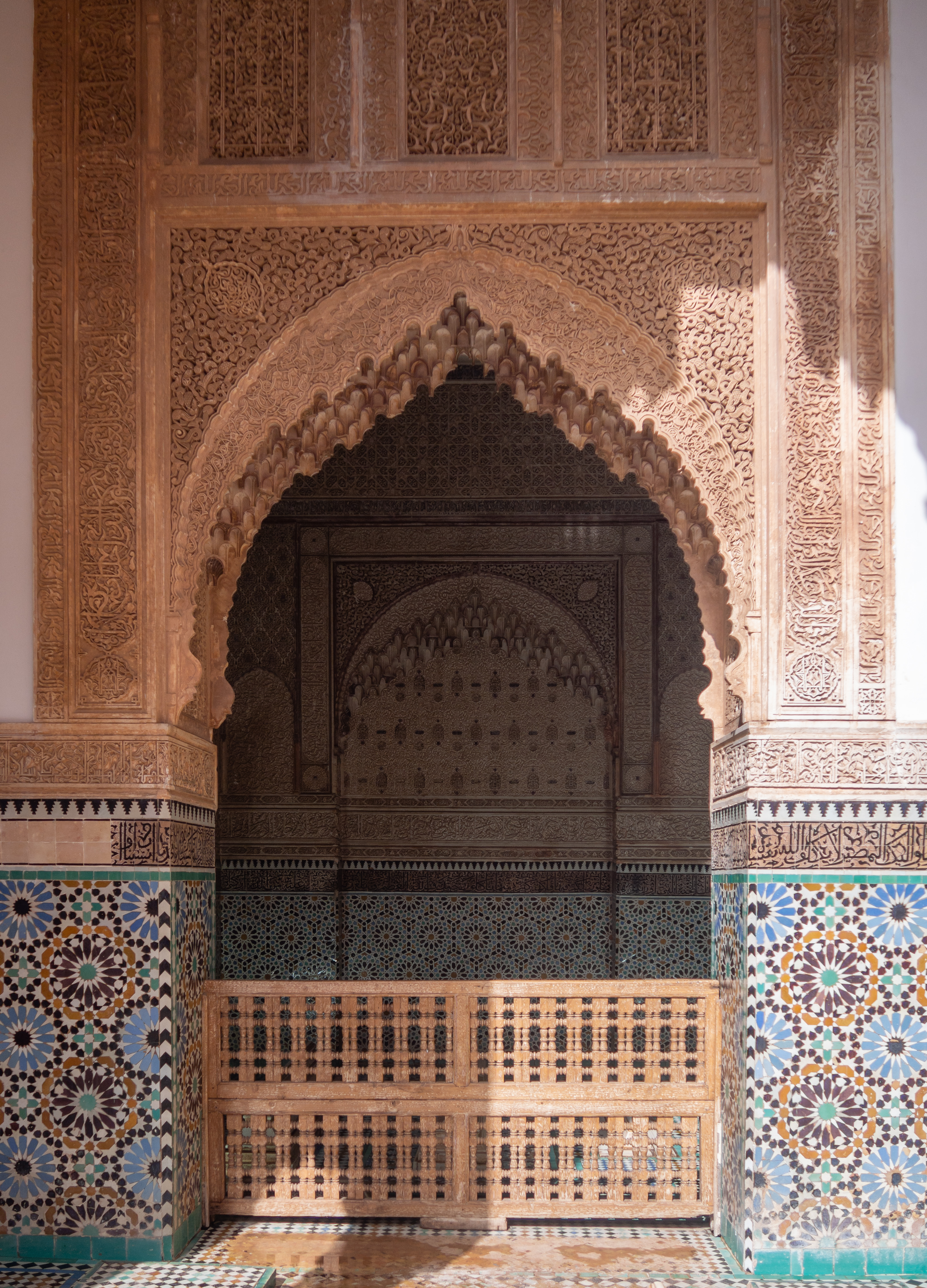
مقبره لاله مسعوده در مجموعه مقابر سعدیان در مراکش است.